# Breitkopf-Schmalbiene
Die Breitkopf-Schmalbiene (Lasioglossum laticeps) ist eine europäische Bienenart aus der Gattung Lasioglossum.

## Merkmale
Diese, relativ kleine Schmalbiene ist etwa 6 bis 7 mm lang, dunkel gefärbt, ohne metallischen Glanz. Die Endränder der Tergite sind strohgelb aufgehellt. An Tergit 2 und 3 sind basale Haarflecken. Das Gesicht ist deutlich breiter als lang (daher sowohl der lateinische als auch der deutsche Name). L. malachurum, L. pauxillum, L. calceatum und weitere Arten sind sehr ähnlich.
Wie bei allen Arten der Gattung befindet sich am letzten Tergit eine kahle Längsfurche. Im Vorderflügel sind drei Cubitalzellen, sie ist Beinsammlerin. Diese Art kann, wie die meisten Arten der Gattung, nur mit Vergleichsmaterial und Spezialliteratur sicher bestimmt werden.

## Verbreitung
Diese Biene ist in Europa weit verbreitet und meist häufig. Sie kommt in der Paläarktis von Portugal bis zum Ural vor, nordwärts bis Nordpolen und Litauen. In Deutschland, Österreich und der Schweiz fast überall, außer in Schleswig-Holstein zu finden.

## Lebensweise
L. laticeps ist eine eusoziale Biene, jedoch auf einem niedrigen Entwicklungsstand. Die Nestgründung erfolgt teils durch ein einzelnes Weibchen (= Königin), manchmal durch zwei bis vier (?) Weibchen. Vielfach nisten die Bienen auch in z. T. großen Kolonien. Das Weibchen gräbt im Frühjahr (März, April) an einer kahlen oder schütter bewachsenen Fläche ein Nest in den Boden. In etwa 6 bis 10 cm Tiefe werden wabenartig gruppierte Brutzellen angelegt. Nach der Eiablage werden die Brutzellen verschlossen. Aus der ersten Brut entstehen Arbeiterinnen, die geringfügig kleiner als die Königin sind, sowie etwa ein Viertel Männchen. Etwa die Hälfte der Arbeiterinnen haben entwickelte Ovarien. Im Sommer wird eine zweite Brutkammer, ca. 8 bis 10 cm unter der Oberfläche gebaut. Die Arbeiterinnen versorgen die neuen Zellen mit Proviant. Ab Juni schlüpfen Männchen und Jungköniginnen, die dann begattet überwintern, jedoch nicht in ihrem Geburtsnest. Die Bienen fliegen bis Anfang Juli, Ende August.
Pollenquellen: L. laticeps ist polylektisch, nutzt also Pollen von Pflanzen aus sechs verschiedenen Pflanzenfamilien.
Lebensraum: Insbesondere Waldränder, extensiv genutzte Weinberge, Brach- und Ruderalflächen.
Parasiten: Als Kuckucksbiene gilt die Blutbiene Sphecodes ephippius und vielleicht auch S. ferruginatus. Erwachsene Bienen sind manchmal von Fächerflüglern befallen.